# Roura (proces)
Roura (angl. pipe) je pojem z informatiky, označující primitivní typ interprocesní komunikace, jenž umožňuje jednosměrné zasílání zpráv mezi procesy běžícími v režii jedné instance operačního systému (pro komunikaci v opačném směru je možno zřídit další instanci roury). Za funkčnost roury odpovídá operační systém, který přístup k tomuto instrumentu meziprocesové komunikace nabízí jako systémové volání. Rouru je možné použít i pro komunikaci dvou vláken jednoho procesu.

## Roura jako přesměrování výstupu
Týž termín se používá také pro jednorázové napojení výstupu z jednoho programu na vstup jiného, např. k redukci seznamu všech souborů a adresářů ve složce na položky obsahující písmeno „D“. Pro tento účel se používá znak svislítko (|), přičemž řešení úlohy uvedené jako příklad by na unixovém operačním systému mohlo mít podobu ls | grep D (výstupem programu ls je obsah složky, v tomto případě aktuální složky, nástroj grep, který vstup zpracovává po řádcích a jehož prací je filtrace, v uvedené parametrizaci na výstup propustí jen řádky s písmenem „D“ na alespoň jedné pozici; do podoby jednotlivých řádků nezasáhne).
V tomto významu se užívá též výrazu pípa.